# Zurück auf Los!
Zurück auf Los! ist eine 2000 gedrehte Tragikomödie des Regisseurs und Schauspielers Pierre Sanoussi-Bliss. Produziert wurde der Film von ö Filmproduktion GmbH in Zusammenarbeit mit dem ZDF (Das kleine Fernsehspiel).
Im Fokus steht das tragisch-komische Alltagserleben einer homosexuellen Clique in Berlin/Prenzlauer Berg. Der Film greift mit Leichtigkeit die Themen Liebe, AIDS, Freundschaft, Tod, Behinderung und Rassismus auf.
Zurück auf Los! lief nach seiner Uraufführung auf der Berlinale 2000 auf über 60 internationalen Festivals weltweit, z. B. in San Francisco, Montreal, Amsterdam, Sydney und Südafrika.

## Handlung
Der 30-jährige farbige Ostdeutsche Sam ist ein Lebenskünstler und lebt in Berlin-Prenzlauer Berg. Er verbrachte eine Kindheit und Jugend, wie sie in der DDR der 1970er- und 80er-Jahre üblich war und absolvierte anschließend seine Armeezeit. Danach hatte er dann einen Drang, seine Kreativität und Freiheit auszuleben. So schlägt er sich mal mit mehr, mal mit weniger Erfolg im wiedervereinten Deutschland nach 1989 durch. Als leidenschaftlicher Sänger möchte er gerne frühere Evergreens des DDR-Musikgeschäfts in seiner Version aufnehmen. Außerdem schreibt er an einem Drehbuch. Immer wieder stößt er an seine Grenzen, und so findet er vorerst keinen Produzenten für das Vorhaben und lebt von staatlicher Unterstützung.
Mit dem belgischen Bauarbeiter Manne lebt er zusammen in Berlin. Deren Beziehung ist wenig tiefgründig, mit der Zeit haben sie sich auseinandergelebt. So beschließt Sam, sich von Manne zu trennen und eine neue Wohnung zu suchen.
Der blonde, ehemalige Tänzer Bastl, der seinen Lebensunterhalt als ausrangierter Tänzer durch kleine Engagements bestreitet, ist seelenverwandt mit Sam und kennt ihn seit Jahren sehr genau. So ist er auch für Sam da, als dieser kurz nach der Trennung erfährt, dass ihn Manne mit HIV infiziert hat. Diese schockierende Nachricht bringt die beiden engen Freunde Bastl und Sam noch mehr zueinander. Sie bilden fortan eine Wohngemeinschaft. Inzwischen lernt Sam den westdeutschen Krankenpfleger Rainer kennen, der bei einem Unfall kurz darauf erblindet und in die Wohngemeinschaft aufgenommen wird. Kurz darauf stirbt Sams Exfreund an AIDS.
Ihren Sorgen und Krankheiten gehen sowohl Sam als auch Rainer mit schwarzem Humor entgegen. Vorerst unbemerkt von seinen Mitbewohnern, wird Bastl zunehmend unzufrieden mit der Situation. Er versucht erfolglos, seine Sorgen in Alkohol zu ertränken. Schließlich trifft er auf Mike, einen englischen Kunstmaler, den er ebenfalls in seine Wohnung aufnimmt. Trotz aller Rückschläge geht das Leben weiter, wobei Zurück auf Los! für einen stetigen Neuanfang steht.

## Bemerkungen
Trotz der turbulenten Geschehnisse und der charakterlich sehr unterschiedlichen Persönlichkeiten bewahren sich die Hauptfiguren dennoch ihren Mut – zu leben und selbstironisch auf ihre Lage zu schauen.
Die Tragikomödie zeigt, wie ein Leben in einer schier hoffnungslosen Situation dennoch möglich ist. Auch werden wichtige gesellschaftliche Themen (Rassismus, Diskriminierung von AIDS-Kranken und Homosexuellen, Tod und Behinderung) verarbeitet, die für Nachdenklichkeit beim Zuschauer sorgen.
Zurück auf los! hat eine Laufzeit von 92 Minuten und wurde 2000 im ZDF in der Filmreihe Das kleine Fernsehspiel sowie in ausgewählten Kinos seit März 2001 ausgestrahlt. Inzwischen ist der Film auf DVD-Video erschienen.
Pierre Sanoussi-Bliss ist neben seiner Darstellung der Hauptfigur Sam auch als Drehbuchautor und Regisseur bei diesem Film tätig.

## Pressestimmen
„Die Hauptfiguren sind sämtlich so sexy und charmant, dass der Film bei allem thematischen Ernst eine kunstvoll leichthändige Intimität hat.“ (Der Spiegel)
„Weil man ihm keine guten Rollen anbot, schrieb sich Sanoussi-Bliss selbst eine. Sein Debüt als Drehbuchautor und Regisseur ist eine wundervolle Gratwanderung – ein Berlin-Film über Schwule: sentimental, kitschig, sarkastisch und voller Sympathie für die Widerstandskraft der Randgruppen. Absolut sehenswert!“ (TV Spielfilm)
„Einfach mal Hans im Glück sein … Ein ordentliches Paket an Problemen hat Sanoussi-Bliss in seinem Film geschnürt. Trotzdem entsteht keine Traurigkeit, nur leichte Nostalgie gegenüber der ‚alten Sau‘ Leben, wie er als Sam im Film schimpft, kommt auf. Ihm ist eine schön melancholische Skizze schwulen Lebens am Prenzlauer Berg gelungen.“ (Stern)
„Sanoussi-Bliss spielt einen HIV-infizierten, ostdeutschen, arbeitslosen Homosexuellen … Schauspielertraum!“ (rtv)
„Sanoussi-Bliss beweist mit seinem Regiedebüt, dass man noch so dick auftragen darf, wenn nur die Atmosphäre und Figuren glaubwürdig bleiben. Der stimmigen Inszenierung, dem selbstironischen Ton und den wunderbaren Darstellern (neben Pierre Sanoussi-Bliss vor allem Matthias Freihof als Bastl) ist es zu verdanken, dass diese bittersüsse Geschichte nicht in Schmalz und Pathos versinkt, sondern glänzend unterhält. Und mag das doofe Schicksal auch noch so schlimm zuschlagen, Sam und Bastl haben immer einen trockenen Spruch parat. Mit seinen pointierten Dialogen und tollen Schauspielern schafft der Film etwas sehr Rares: Echtes Leben auf der Leinwand.“ (zitty)
„Sanoussi-Bliss liebt seine überaus sympathischen Figuren und hält die Balance zwischen Ironie und Tragik, Tief- und Leichtsinn; er ist zwar sentimental, aber niemals larmoyant. Fast so echt wie das wirkliche Leben.“ (cinema)
„Nach diesem Film traut man Sanoussi-Bliss, als Schauspieler sowieso, richtig großes Kino zu.“ (taz)

## Soundtrack
Der Soundtrack des Filmes besteht im Wesentlichen aus DDR-Schlagern (teilweise Neuaufnahmen), die allerdings im Abspann des Filmes keine Erwähnung finden.
Lieder-Liste in der Reihenfolge:
- Veronika Fischer: Rauchiger Sommer (gesungen von Pierre Sanoussi-Bliss)
- Holger Biege: Kann schon sein
- Barbra Streisand: Happy Days are here again
- Veronika Fischer: Hast du einen Freund (gesungen von Pierre Sanoussi-Bliss)
- Veronika Fischer: In jener Nacht (gesungen von Pierre Sanoussi-Bliss)
- Veronika Fischer: Hans im Glück